# Elicottero d'attacco

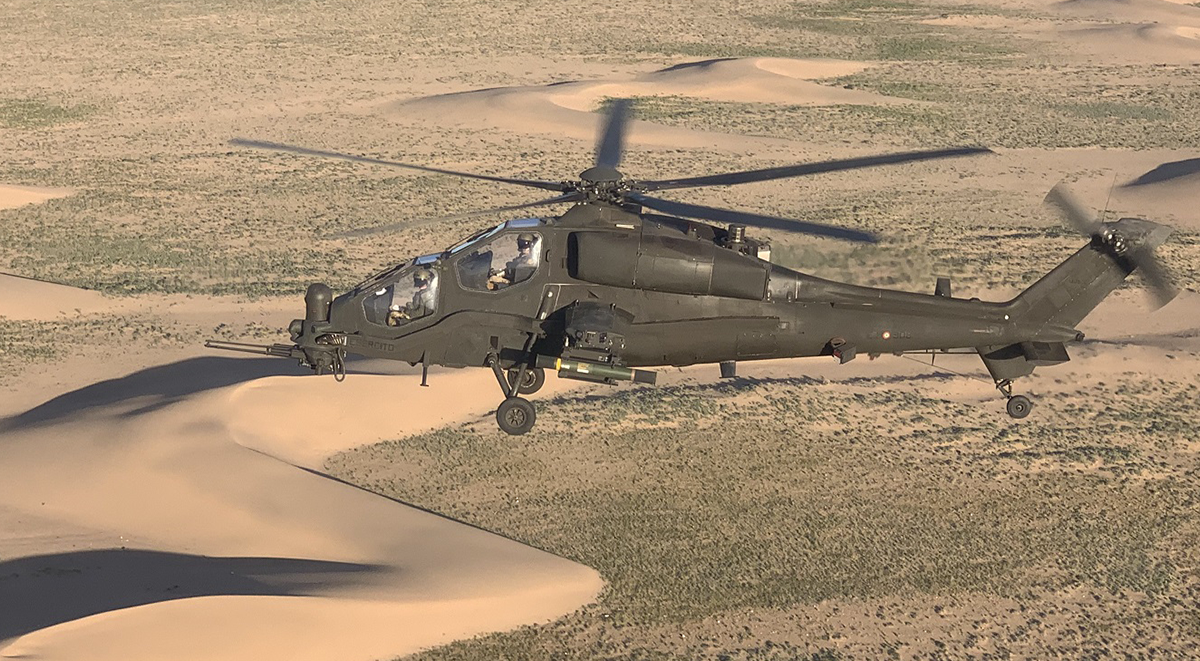
Un Agusta Westland AW129, un esempio di elicottero d'attacco, di produzione italiana.

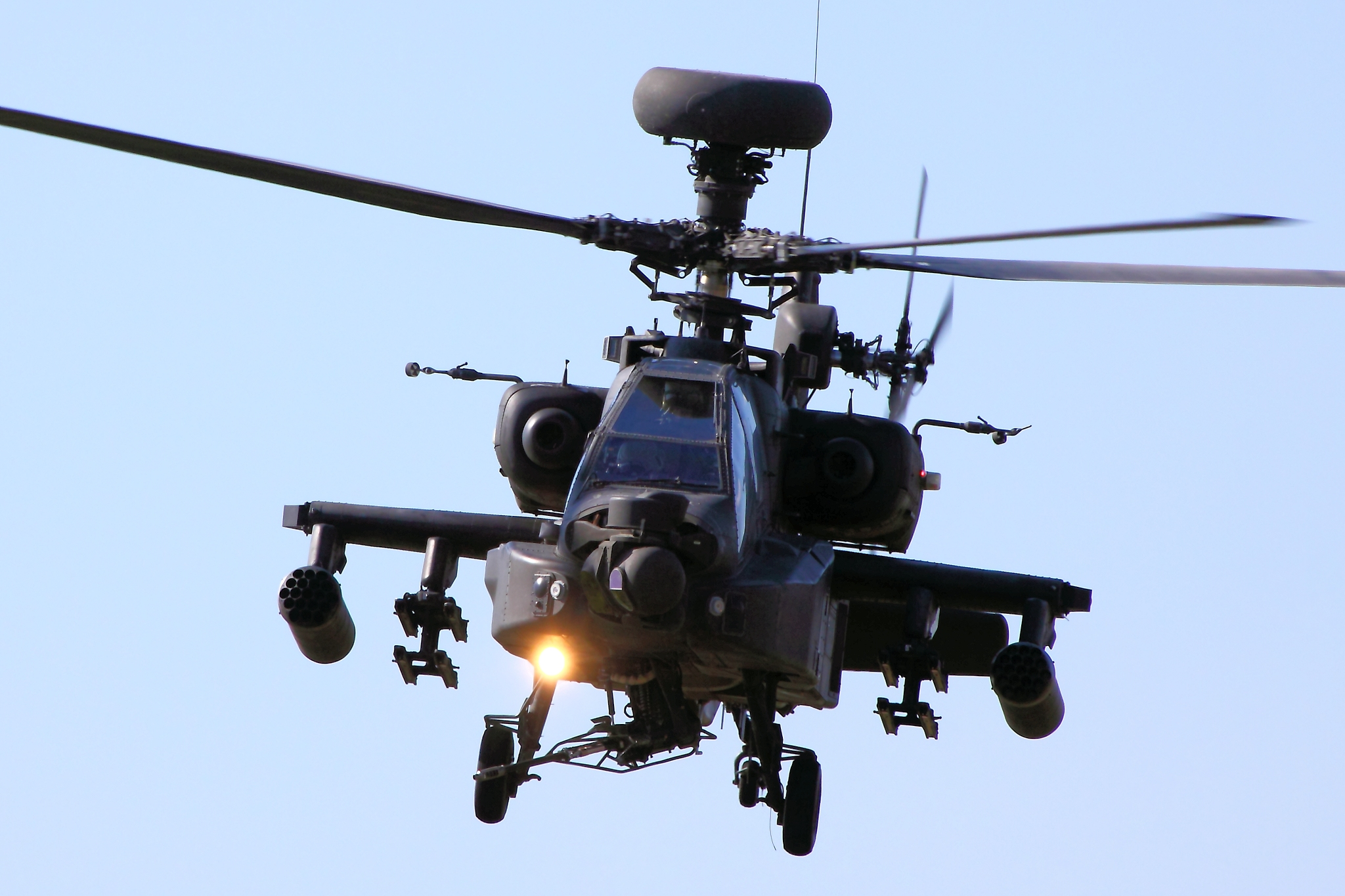
Un Westland WAH 64 Apache, elicottero d'attacco in forza all'esercito britannico.

Un elicottero d'attacco (in inglese helicopter gunship) è un aeromobile armato ad uso militare, specificamente progettato per attaccare obiettivi terrestri quali fanteria nemica, mezzi corazzati e infrastrutture. La loro normale dotazione comprende mitragliatrici, cannoncini automatici, razzi e missili guidati come ad esempio gli Hellfire. Possono essere equipaggiati anche con missili aria-aria in funzione di autodifesa.
Al giorno d'oggi un elicottero d'attacco ha due principali funzioni, quella di fornire un diretto e preciso supporto aereo ravvicinato per le truppe a terra e un'azione anticarro per distruggere concentrazioni di mezzi avversari. Gli elicotteri d'attacco possono anche fornire assistenza agli elicotteri leggeri in servizio di pattugliamento.

## Storia
L'idea di dotare un elicottero con armamento, in quel caso solo difensivo, risale alla guerra di Corea ma non fu una sperimentazione programmata quanto frutto di esigenze estemporanee. Successivamente l'idea venne ripresa anche nella guerra d'Algeria ma fu con la guerra del Vietnam che si iniziò a pensare ad un elicottero appositamente creato per questo ruolo. Nelle fasi iniziali di quest'ultima gli elicotteri leggeri erano equipaggiati con armi offensive spesso imbracciate da membri dell'equipaggio, poco più che l'equivalente volante di un veicolo leggero da perlustrazione armato. Per avere a disposizione un vero elicottero d'attacco bisognerà aspettare il Bell AH-1 Cobra destinato al Close Air Support. Dopo il Vietnam, soprattutto durante gli anni novanta, gli elicotteri d'attacco dello U.S. Army ed alcuni di produzione sovietica divennero sempre più specializzati nel ruolo di anticarro.
Nell'U.S. Marine Corps al contrario si continuò ad impiegare gli elicotteri, come del resto anche la flotta di velivoli (ad ala fissa), nel ruolo di appoggio alle truppe.
In Unione Sovietica si preferì mantenere intatte le capacità di trasporto truppa piuttosto che attacco al suolo.
Inizialmente gli elicotteri d'attacco appositamente progettati per questo ruolo furono prodotti solo da Stati Uniti e Unione Sovietica. Nel resto del mondo, oltre all'acquisto dei mezzi americani o sovietici, la scelta ricadeva principalmente su elicotteri civili militarizzati oppure da trasporto equipaggiati con armi. Questa tendenza venne interrotta sul finire degli anni '70 quando in Italia iniziò lo sviluppo dell'Agusta A129, primo elicottero d'attacco concepito all'infuori delle due superpotenze.
Mentre gli elicotteri si sono rivelati efficaci nel ruolo di anticarro nel teatro mediorientale, gli elicotteri d'attacco sono al giorno d'oggi progettati per impieghi multiruolo. Le tattiche come la tank plinking hanno dimostrato che i velivoli potrebbero essere efficaci contro i carri armati ma gli elicotteri hanno in questo caso il vantaggio di mantenere una bassa quota e velocità oltre ad avere la capacità di chiudere un supporto aereo.
Altri elicotteri specifici vennero sviluppati per missioni condotte dalle forze speciali, tra cui il MH-6 Little Bird per Close Air Support. Il ruolo operativo indipendente chiamato deep attack affidato agli elicotteri d'attacco venne messo in discussione dopo la fallita missione durante l'attacco al Karbala Gap, durante la guerra in Iraq del 2003
. Una seconda missione effettuata quattro giorni più tardi nella stessa zona, questa volta coordinata con l'artiglieria e velivoli, risultò infatti di gran lunga più efficace, con il contenimento ad un numero minimo di perdite.

## I moderni elicotteri d'attacco

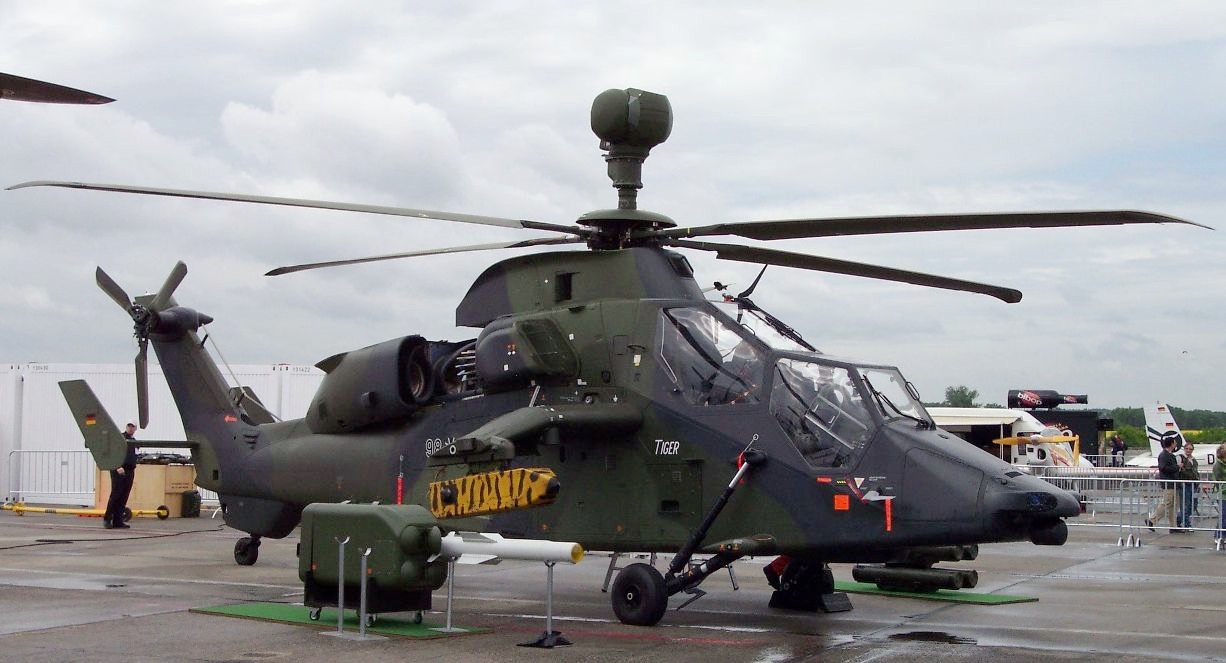
Un moderno Tiger UHT in forza al Deutsches Heer, l'esercito tedesco. Si noti il Mast-Mounted Sight (MMS) posizionato sopra il rotore.

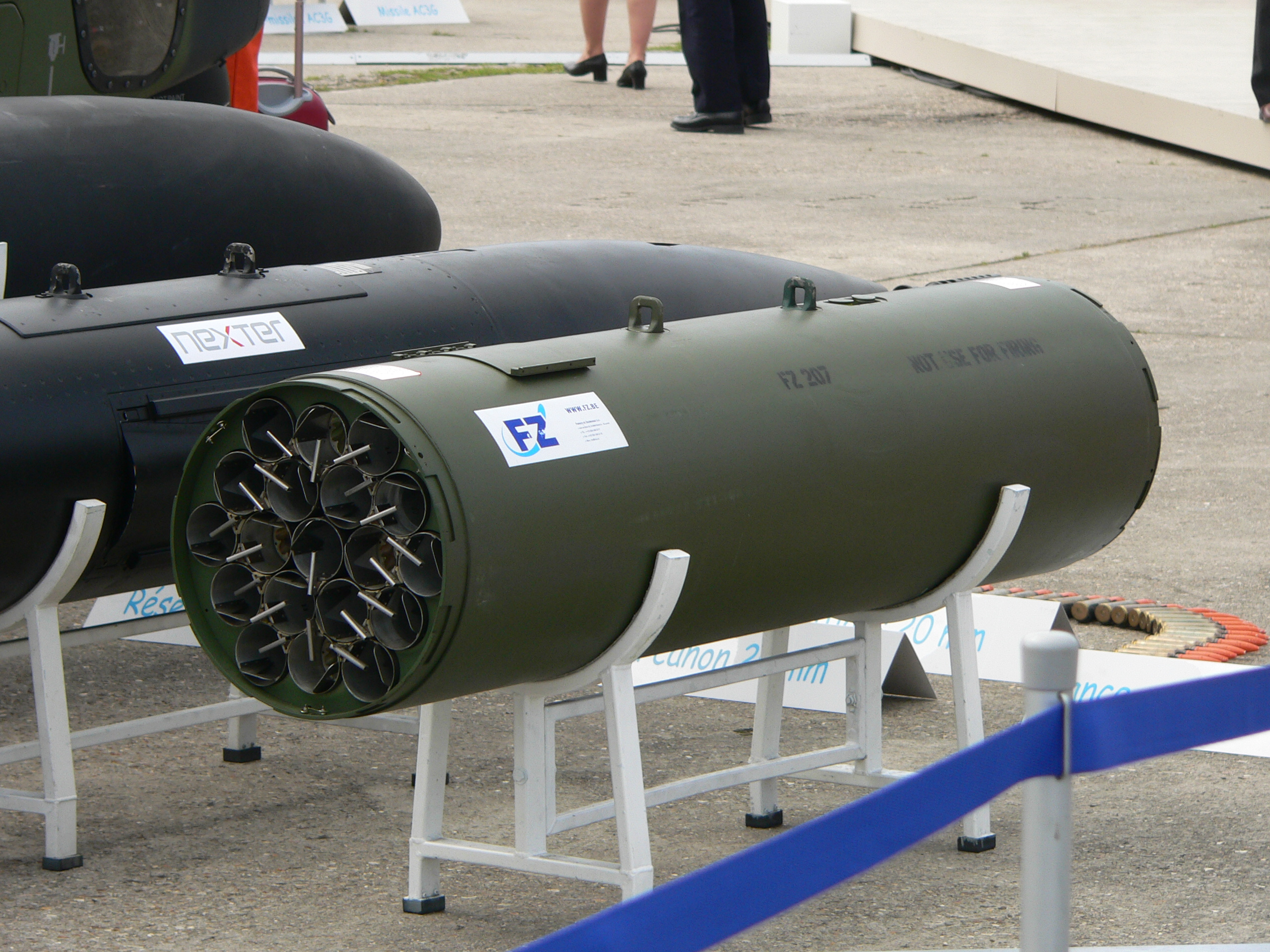
Un pod per il lancio di razzi A 19

Nel corso della seconda parte degli anni settanta, l'U.S. Army si accorse della necessità di una maggiore specializzazione con dei corpi dotati di elicotteri d'attacco, che avrebbero consentito loro di operare in qualsiasi condizione meteorologica per cui venne avviato un programma denominato “Advanced Attack Helicopter” dal quale risultò vincitore lo Hughes YAH-64. I sovietici, per contrastare lo sviluppo tecnologico di aeromobili di produzione statunitense, avviarono un analogo programma di adeguamento dei propri elicotteri d'attacco.
I vertici militari sovietici richiesero agli OKB Kamov e Mil di presentare dei nuovi modelli adatti allo scopo. Benché nel concorso fosse stato riconosciuto ufficialmente vincitore il Kamov Ka-50, la Mil ritenne di sviluppare ugualmente il progetto da loro presentato, il Mil Mi-28.
Gli anni novanta possono essere considerati l'inizio dell'era operativa degli elicotteri d'attacco statunitensi. L'AH-64 Apache venne utilizzato intensamente e con grande successo nell'operazione Desert Storm. Furono gli Apache a sparare i primi colpi in quella guerra distruggendo i radar nemici e i siti SAM grazie ai loro Hellfire. Successivamente sono stati utilizzati con successo in entrambi i loro ruoli operativi, quello di attacco diretto contro i mezzi corazzati nemici e come artiglieria aerea a sostegno delle truppe di terra. Gli attacchi degli Apache effettuati tramite gli Hellfire e il cannone in loro dotazione riuscirono efficacemente a distruggere un gran numero di carri armati e autoblindo avversari.
Attualmente la filosofia dell'elicottero d'attacco è stata ulteriormente perfezionata, e l'AH-64 Apache Longbow riunisce in sé molte delle tecnologie avanzate che saranno impiegate nello sviluppo di futuri, simili progetti.

## Modelli
Cina
- CAIC WZ-10
- Harbin Z-19
- Harbin Z-21

  Germania-Francia
- Eurocopter Tiger
- Eurocopter Panther

 Giappone
- Kawasaki OH-1

 India
- HAL Light Combat Helicopter

 Italia
- AgustaWestland AW129
- Leonardo AW249

 Regno Unito
- Westland WAH-64 Apache

 Stati Uniti
- Bell AH-1 Cobra
  - AH-1 SuperCobra
  - AH-1Z Viper
- Boeing-Sikorsky RAH-66 Comanche
- Hughes AH-64 Apache
- Hughes AH-6 Little Bird

 Turchia
- TAI T129 ATAK

 Sudafrica
- Denel AH-2 Rooivalk

  Unione Sovietica/Russia
- Mil Mi-24
- Mil Mi-28 Havoc
- Kamov Ka-50
  - Kamov Ka-52 Alligator